# Mona Liza Turbo
Mona Liza Turbo (tyt. oryg. Mona Lisa Overdrive) – powieść amerykańskiego pisarza Williama Gibsona wydana w 1988, uznawana za klasykę cyberpunka. Stanowi trzecią część Trylogii Ciągu (ang. Sprawl Trilogy) po Neuromancerze i Grafie Zero.
W Polsce została wydana w 1997 roku w tłumaczeniu Piotra W. Cholewy przez wydawnictwo Zysk i S-ka.

## Fabuła
W powieści splatają się cztery wątki: Kumiko, nastoletniej córki szefa tokijskiej Yakuzy, Ślizga Henry’ego, mizantropicznego twórcy robotów, Angie Mitchell, największej gwiazdy symstymu (interaktywnego systemu symulacji) oraz Mony, nastoletniej prostytutki, której atutem wydaje się być podobieństwo do Angie Mitchell.
Kumiko Yanaka, zostaje wysłana do Londynu przez ojca, przewidującego walki w swoim środowisku. Spotyka tam innych bossów świata przestępczego, powiązanych z jej ojcem, a także Sally Shears, która okazuje się być najemniczką znaną czytelnikom Neuromancera pod imieniem Molly. Ślizg Henry, były drobny złodziejaszek, po będącej elementem kary terapii neurochemicznej polegającej na uszkodzeniu jego pamięci krótkotrwałej, żyje wraz z innymi sobie podobnymi na odludziu, konstruując roboty. Sytuacja zmienia się, kiedy zjawia się Kid Afrika i poleca opiece Ślizga ciało człowieka egzystującego w cyberświecie. Człowiekiem tym okazuje się Bobby Newmark, „kowboj konsoli” znany z Grafa Zero. Angie Mitchell, będąca również uczestnikiem zdarzeń opisanych w Grafie Zero, a ciesząca się obecnie statusem megagwiazdy symstymu, w nadmorskiej willi dochodzi do siebie z kuracji detoksykacyjnej. Wkrótce środowisko upomni się o nią, a egzystujące w sieci byty, których obecności doświadczyła niegdyś podczas swoistych praktyk voodoo jeszcze raz dadzą o sobie znać. Mona, analfabetka poniewierana przez życie i brutalnego opiekuna, dzięki swojemu podobieństwu do Angie Mitchell, zostaje wplątana w plan porwania gwiazdy. Porwania Angie i podmiany na Monę ma dokonać Sally, ale przeczuwając pułapkę, postanawia wyprzedzić wydarzenia. Angie z kolei próbuje skontaktować się ze swoim dawnym partnerem Bobbym, który z dnia na dzień zniknął z jej życia. Sytuacja znajduje swój punkt kulminacyjny w odludnej Fabryce, gdzie żyje Ślizg.